# Maya Dunietz

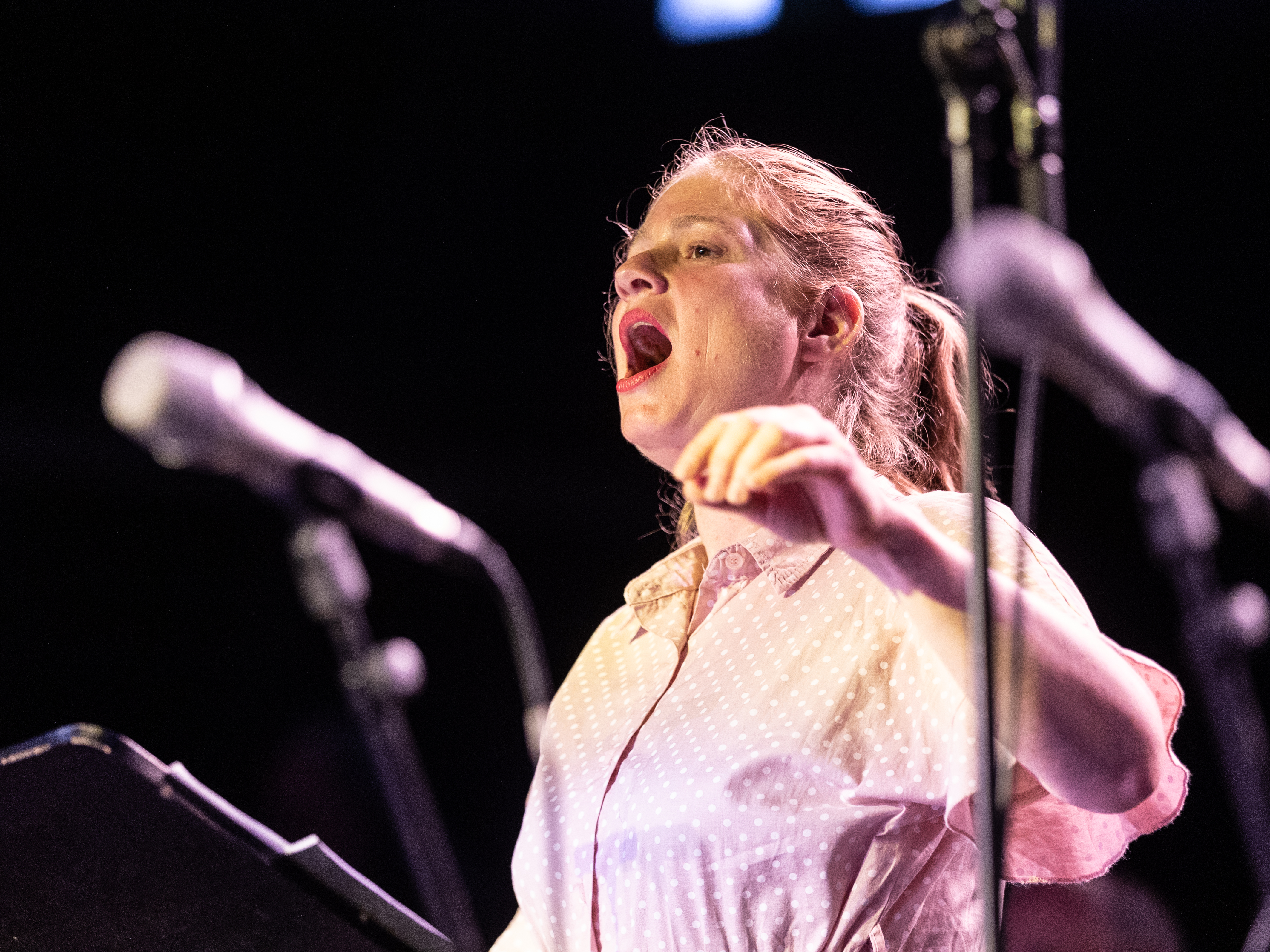
Maya Dunietz (Moers Festival 2022)

Maya Dunietz (hebräisch מאיה דוניץ; * 16. April 1981 in Tel Aviv) ist eine israelische Performancekünstlerin, Improvisationsmusikerin und Komponistin.

## Leben und Wirken
Dunietz erhielt bereits im Alter von fünf Jahren klassischen Klavierunterricht. Daneben lernte sie Flöte und erhielt eine Solfagio-Ausbildung. Im Alter von zehn Jahren nahm sie Kompositionsunterricht bei Keren Rosenbaum. Sie studierte an der Thelma Yellin School of Fine Arts mit dem Hauptfach Jazzpiano, wo sie 1998 ihren Abschluss machte. Daneben trat sie mit dem Reflex Ensemble, der Jerusalem Salsa Band, der Avram Felder Big Band und dem Bat Kol Choir auf. 1999 zog sie nach New York, wo sie ihr Studium an der New School for Jazz and Contemporary Music fortsetzte. Außerdem führte sie George Antheils Ballet Mécanique mit der New York Shakespeare Theater Company auf. Ab 2005 studierte sie am Koninklijk Conservatorium Den Haag Komposition bei Gilius van Bergeijk.
Zwischen 2000 und 2003 tourte Dunietz mit dem Projekt Women's Voice unter der Leitung von Malika Makouf Rasmussen durch Mosambik, Angola, Simbabwe und Skandinavien. Weiterhin sang sie gelegentlich in Bands wie Midnight Peacocks, Eatliz, Boom Pam, Oy Division, Pezz, Malox, Rona Keinan, Noam Rotem, Cheveu und Habiluim.
Mit dem Klarinettisten Harold Rubin arbeitete sie ab 2004 im Duo und bewegte sich in die Improvisationsmusik. Später entstanden zwei Alben mit freier Improvisationsmusik – Mono Musical Suite for Three Manic Musicians im Trio mit Yoni Silver und Harold Rubin (2008), Cousin It mit John Edwards und Steve Noble (2011). Weiterhin gab sie Konzerte mit Musikern wie Evan Parker, Eddie Prévost, John Tilbury, Alvin Curran, Okkyung Lee, David Moss, Hildur Guðnadóttir, Stephen O’Malley, Oren Ambarchi, Steve Beresford, Veryan Weston und Tania Chen.
Dunietz erhielt Kompositionsaufträge von renommierten Interpreten und Ensembles wie Saar Berger (Ensemble Modern), Meitar Ensemble, Bat Kol Choir oder Hyperion Ensemble. Ihre Werke wurden in Institutionen wie dem Centre Pompidou, dem Palais de Tokyo, der Arnolfini Gallery und dem Reykjavik Arts Festival gezeigt. Beim Moers Festival 2022 führte sie einerseits ihre spirituelle Komposition Hai Shirim auf der Grundlage von Liedern in arabischer Sprache mit einem Instrumentalensemble und der Mädchenkantorei am Essener Dom auf, gab aber auch ein Orgelkonzert.
Dunietz ist weiterhin als Komponistin und Darstellerin in den Spielfilmen There Was No War in 72 (1995), We Will Be Strong in Our Weakness (2011) und Red Nose (2011) zu erleben. Mittlerweile verbindet sie in ihrer Arbeit klassische Musik und bildende Kunst, Installation und Konzert. Die Künstlerin lässt sich dabei  inspirieren vom Schwarmverhalten von Fischen, Vögeln oder Insekten oder vom Joik, dem gutturalen Gesang der Sami, bei dem die Musik wichtiger ist als der Text, aber eine Sache stimmlich wiedergeben wird. Dunietz’ Installationen können mit dem ganzen Körper erlebt werden und beanspruchen, einen Raum für Innehalten, Zuhören und Reisen durch die Zeit zu schaffen.

## Diskografie (Auswahl)
- 2017: Maya Dunietz and Tom White: Summer Crash (Singing Knives)
- 2021: Free the Dolphin (Raw Tapes Records)
- 2023: Thank You Tree (Raw Tapes Records)

## Publikationen
- Maya Dunietz. Root of Two. 2022, ISBN 978-1-73783-882-1